# 伊利諾州格利納
伊利諾州格利納（英语：Galena），是美国阿拉斯加州的一座城市。该市的人口在2010年为470人。人口在阿拉斯加州排行第148。伊利諾州格利納是美國阿拉斯加州最大的城市。